# Paula Bonet
Paula Bonet Herrero (Villarreal, 10 de diciembre de 1980) es una artista, ilustradora y pintora española, especializada en pintura y escritura. Está afincada en la ciudad de Barcelona.

## Biografía
Se licenció en Bellas Artes en la Universidad Politécnica de Valencia (1998-2003). En el año 2002 recibió la beca Promoe y completó sus estudios en la Universidad Católica de Santiago de Chile. En 2006 se mudó a Nueva York con una beca de Creación Artística y estudia en la Universidad de Nueva York. Sus estudios fueron mayoritariamente de pintura al óleo y grabados (calcográfico, xilográfico, litográfico). Comenzó su carrera artística centrándose en el óleo y el grabado, pero a partir de 2009 decidió centrar su carrera en la ilustración, donde perfeccionó la técnica de pintura al óleo y el grabado. En octubre de 2018 recibe la Medalla al Mérito cultural, alta distinción de la Generalidad Valenciana.
Además de colaborar en periódicos y revistas como el Diari Ara, El País, Eldiario.es, Kireei, Calle 20, Ling, ESCAC, RACC y Caràcters, también ha colaborado en la escenografía de la obra musical T'estimo, ets perfecte, ja et canviaré de la directora Elisenda Roca. Ha hecho una gira con el espectáculo "Quema la memoria", donde la voz de The New Raemon se funde con la pintura. El ritmo no lo marca la percusión, sino la coreografía de gestos de la artista que se enfrenta ante la hoja en blanco mientras el músico interpreta de cara al público. Los dos creadores permiten de esta manera que el público sea una especie de observador de la creación artística. Y es que, como si pudiera mirar por la cerradura de las puertas de los respectivos talleres, podemos adentrarnos en lo que supone asistir al hecho de la creación artística, ya sea una canción o un cuadro.
Desde octubre de 2021 firma una columna de opinión con carácter quincenal en la sección de Cultura del periódico El País.
Durante la década del 2000, Bonet fue profesora de literatura en un instituto, y fundó un taller en el Barrio del Carmen de Valencia, donde impartía clases de pintura, y trabajó en el estudio de MacDiego. Inicialmente, utilizaba las técnicas del óleo y el grabado, dedicándose a la ilustración desde 2009. En 2010 empezaría a vender sus ilustraciones en la tienda Gnomo de Ruzafa, su barrio de Valencia, donde también decoraría la Sala Ruzafa, el teatro del barrio, y otros locales. Su entrada en el mundo de la ilustración fue casual, en un momento en que necesitaba comunicar de una manera más rápida de lo que le permitía la pintura.
Abandona la ilustración y el estilo preciosista definitivamente en 2021 para centrarse en la escritura, la pintura, y la dirección del Taller La madriguera (Barcelona), un espacio de creación solo para mujeres dedicado a la gráfica y a la palabra.
En junio de 2022 anunció que abandonaba la vida pública debido a la salida de prisión del hombre que la acosaba.

## Reconocimiento
Su popularidad estallaría en 2013, cuando realiza un cartel para un festival de cortometrajes en Valencia. Se editaron 3.000 copias que eran arrancadas por la gente, que se lo quería llevar a sus casas. Aquel mismo año publica su primer trabajo como autora, Qué hacer cuando en la pantalla aparece The End, el primero de una seria de proyectos donde se combinaría la ilustración con la narrativa escrita, y que sería un éxito de ventas. El libro trata sobre aquellas cosas o situaciones que se acaban en el momento que menos lo esperas y destrozando los planes presentes y futuros. El duelo y el dolor por esa situación ilustrado con delicadeza y realismo en la misma proporción. Durante esta etapa utiliza el lapicero, complementado por el uso de pintura acrílica y acuarela, destacando por un dibujo muy trabajado de línea. Con la publicación de 813, libro dedicado a la vida y obra del cineasta François Truffaut, se aleja de algunos de los rasgos de su obra anterior. Del libro se hizo una exposición itinerante, inaugurada en Las Naves de Valencia y comisariada por MacDiego. En este momento se refugia en Chile, donde evoluciona hacia una línea más lenta y pausada, a la vez que su narrativa se impregna de una mayor conciencia feminista. En el 2015 ilustra la campaña mundial de la Cooperación Española dedicada al Día Internacional de la Eliminación de la Violencia contra la Mujer.
En 2016 publica La sed, obra que supuso un cambio gráfico en su obra, por el uso del grafito líquido. Este cambio gráfico supuso una vuelta a sus orígenes como pintora, con una paleta más oscura y la vuelta de la pintura al óleo, así como el uso del aguafuerte.  La utilización de grafito acuarelable le permite un resultado parecido al de la algrafía. Con esta obra, Bonet se declara públicamente feminista, una lucha que a lo largo de su carrera defenderá en repetidas ocasiones.  Posteriormente ilustró una adaptación del Tirant lo Blanc, con textos de Josep Vicent Miralles, para Llibres de la Drassana.
En abril de 2017 publica Quema la memoria (Lunwerg), un cancionero ilustrado donde su universo se funde con el del cantautor The New Raemon en el aniversario de sus 10 años de carrera. En junio del mismo año aparece Escribe con Rosa Montero, un cuaderno publicado por Alfaguara donde la escritora da las claves para aprender a escribir ficción.
En abril de 2018 ilustra el cartel de la Feria del Libro de Madrid y presenta junto a Aitor Saraiba el trabajo que lleva por título Por el olvido, un homenaje al escritor y poeta chileno Roberto Bolaño. En septiembre presenta Roedores, donde narra su experiencia tras sufrir dos abortos consecutivos. También participó del Paro Feminista de 2018 con un cartel para el colectivo Mujeres del Libro.
En marzo de 2021 publica su primera novela, "La anguila" (Anagrama, 2021), obra acompañada de una exposición homónina en La Nau de la Universidad de Valencia. La protagonista de La anguila se llama como su creadora, Paula Bonet, pero no es del todo ella. Esta es una novela con un importante componente autobiográfico, pero también una interesantísima exploración narrativa que trasciende a la artista para armar un relato sobre la herencia de las mujeres, sus cuerpos y sus creaciones.  La anguila es también una denuncia a la sociedad patriarcal y una rotuta con el academicismo pictórico, hecho que se ve claramente en la exposición 'La anguila. Esto es un cuadro, no una opinión' .
En noviembre de 2021 recibe el premio Valencians pel sXXI que otorga el diario Las Provincias de Valencia. La noticia reza que la autora se ha convertido en la revelación de la reciente temporada artística y literaria tanto con la exposición «La anguila. Esto es un cuadro, no una opinión» —que se pudo ver en la Nau— como con la novela La anguila, un activismo cultural que se plasma tanto en el lienzo como en la palabra. Creadora, escritora, pintora y docente, desde su sede de Barcelona imparte talleres. Entre sus libros más destacados se encuentran también Roedores, La sed o 813. Truffaut.
Bonet tiene una destacada presencia en redes sociales, y ha expuesto su obra en diferentes ciudades y continentes.

## Feminismo
La obra de Paula Bonet y su discurso siempre han estado del lado del feminismo.[cita requerida]

## Estilo
Paula Bonet empezó a formarse como pintora, utilizando en sus primeras obras el óleo y el grabado. Como ilustradora, su estilo destacó por una técnica característica, con una gran presencia de línea. Juega con colores vibrantes sobre fondo generalmente blanco, y experimenta con materiales como el cobre, la madera y otros soportes. Debido al tiempo de secado, decidió pasar de la pintura al óleo en el dibujo en bolígrafo y tinta china, combinada con acuarelas o acrílico para conseguir resultados más rápidos. Su trabajo es considerado de estilo íntimo y personal, sus ilustraciones integran imágenes con fragmentos de texto, creando así obras con carga poética.
Durante la primera mitad de la década de 2010, predominan los retratos, mayoritariamente de rostros femeninos con mejillas teñidas de rojo, color presente en toda su obra. Asimismo, utiliza la figura de la mujer para explorar el mundo interior de las personas, combinando también caras con paisajes o animales. Estos retratos, definidos como rostros idealizados o ninfas comparten un gran parecido con la autora. A partir de 2015, comienza a abandonar algunos de los recursos utilizados en la obra anterior. De 2016 a esta parte, descubre el grafito líquido a la vez que experimenta un retorno a sus orígenes como pintora. En esta etapa destaca la recuperación del grabado, y una línea más oscura que la de sus primeras ilustraciones. Narrativamente, comienza a reivindicar el feminismo en su obra.
Su obra primera ha sido fuertemente influida por Vermeer y Richter así como figuras cinematográficas y literarias como Miranda July, Wes Anderson,  Siri Hustvedt, Haruki Murakami y François Truffaut. Actualmente sus influencias se centran en figuras como la artista española exiliada en Chile Roser Bru, a la que dedicó un obituario en la publicación Jot Down, o las escritoras Nell Leyshon y Tatiana Tîbuleac. 

## Obra literaria
Novela
- La anguila. 2021, Editorial Anagrama.[43]

Escritos e ilustrados por Paula Bonet:
- Qué hacer cuando en la pantalla aparece The End  primera publicación de texto e ilustraciones. 2014, Lunwerg Editorial.[37]
- 813 | Truffaut. Paula Bonet. Lunwerg/La Galera.[44][45]
- La sed. 2016, Lunwerg.
- Tirant lo Blanc. 2016, Llibres de la Drassana.
- Quema la memoria. 2017, Lunwerg.
- Escribe con Rosa Montero. 2017, Alfaguara.[46]
- Por el Olvido. 2018, Lunwerg.
- Roedores, Cuerpo de embarazada sin embrión. 2018, Random House.
- Los diarios de la anguila, 2022, Editorial Anagrama. https://www.anagrama-ed.es/libro/contrasenas-ilustradas/los-diarios-de-la-anguila/9788433901521/COI_12

Ilustrados por Paula Bonet:
- Llegeix-me (Léeme). 2013, (Andana Editorial) Escrito por Amaia Crespo.
- Si uneixes tots els punts (Si unes todos los puntos, Editorial Galerada) Poemario de Estel Solé.
- La petita Amèlia es fa gran (La pequeña Amelia se hace mayor), un libro infantil pop up en el que ha trabajado con la periodista Elisenda Roca. 2014, Editorial Casals.
- Rafael Chirbes;  Paula Bonet. El año que nevó en Valencia. Editorial Anagrama. p. 112. ISBN 9788433929556.

Sobre Paula Bonet:
- El caminante y el ágora. 2020, Editorial Milenio. Ensayos de Abel Azcona.